# Haliclona xena
Haliclona xena är en svampdjursart som beskrevs av De Weerdt 1986. Haliclona xena ingår i släktet Haliclona och familjen Chalinidae. Inga underarter finns listade i Catalogue of Life.